# 年文思

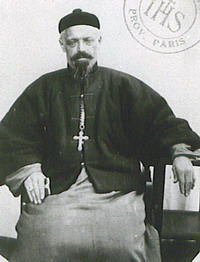
1860年的年文思主教

年文思（法语：André-Pierre Borgniet，德语：Andreas Borgniet，1811年2月14日－1862年7月31日），法国耶稣会会士，罗马天主教中国江南代牧区主教（1859年－1862年）。

## 早年
1811年2月14日，年文思出生于美因茨。当时美因茨为拿破仑统治下的法兰西帝国唐纳山省的省会，也是天主教美因茨教区的若瑟·路德维希·科尔马（Joseph Ludwig Colmar）主教的驻地。他的父母是法国人，住在那里，因为他的父亲是占领美因茨要塞的士兵。1816年拿破仑退位后，美因茨属于黑森大公国，于是全家回到了法国，定居在天主教阿拉斯教区的马基永城。年文思在那里长大，进入教区神学院，于1835年祝圣为神父，1845年又加入耶稣会。

## 江南传教
1856年1月21日，教廷传信部宣布撤销中国的天主教南京教区，改为由耶稣会负责的江南代牧区，又派遣年文思等耶稣会会士前往中国，加强刚刚重返江南代牧区的耶稣会的传教力量。1856年4月2日，教宗庇护九世任命年文思为江南宗座署理代牧。为了尊重徐类思主教，在开头数月，年文思在书信中仍然只顶衔宗座署理代牧。三年后的1859年4月24日，他才被任命为江南代牧区首任耶稣会士主教。1859年10月2日，年文思在上海董家渡圣方济各沙勿略堂接受直隶北境宗座代牧孟振生主教（Joseph-Martial Mouly）的祝圣，领衔贝里萨（Berissa）主教。
年文思主教来到中国时，恰逢反基督教运动和武装叛乱的极其动荡时期，又发生了第二次鸦片战争。除上海以外，所有传教机构都遭到破坏。1856年至1864年期间，有24名传教士被杀害，其中包括巴黎外方传教会的马赖神父，已于1900年宣福，2000年封圣。他的死是拿破仑三世的法国与英国一起对华宣战的借口之一。1860年的《北京条约》承认中国基督徒的公民权利，加强了法国对传教士的外交保护。

## 去世
1862年夏天，年文思被所有这些考验淹没了，北上访问耶稣会在中国负责的另一个教区——直隶东南代牧区，去向那里的耶稣会传教士寻找慰藉。然而时机不对，当地受到霍乱流行病的蹂躏，传教站一片荒凉，一个年轻的神父刚刚去世，而郎怀仁病得很重，几乎要死。五天来，他忘记了自己的痛苦，安慰病人，在圣伊纳爵瞻礼日主持弥撒。第二天，他染上了霍乱，于1862年7月31日在献县张家庄去世，享年51岁。两年后，在1864年，由直隶东南代牧区主教郎怀仁接任江南代牧区主教。